# Daniel Bedingfield
Daniel Bedingfield, född 3 december 1979 i Auckland i Nya Zeeland och uppväxt i London, är en brittisk musiker och sångare. Han är bror till sångerskan Natasha Bedingfield.

## Diskografi
- Gotta Get Thru This (2002)
- Second First Impression (2004)